# South Coatesville, Pennsylvania
South Coatesville là một thị trấn thuộc quận Chester, tiểu bang Pennsylvania, Hoa Kỳ. Năm 2010, dân số của thị trấn này là 1303 người.